# Althengstett
Althengstett – miejscowość i gmina w Niemczech, w kraju związkowym Badenia-Wirtembergia, w rejencji Karlsruhe, w regionie Nordschwarzwald, w powiecie Calw, siedziba związku gmin Althengstett. Leży w północnym Schwarzwaldzie, ok. 3 km na wschód od Calw, przy drodze krajowej B295 i linii kolejowej Stuttgart–Leonberg–Calw.

## Dzielnice
- Althengstett
- Neuhengstett
- Ottenbronn